# Ruth Laredo

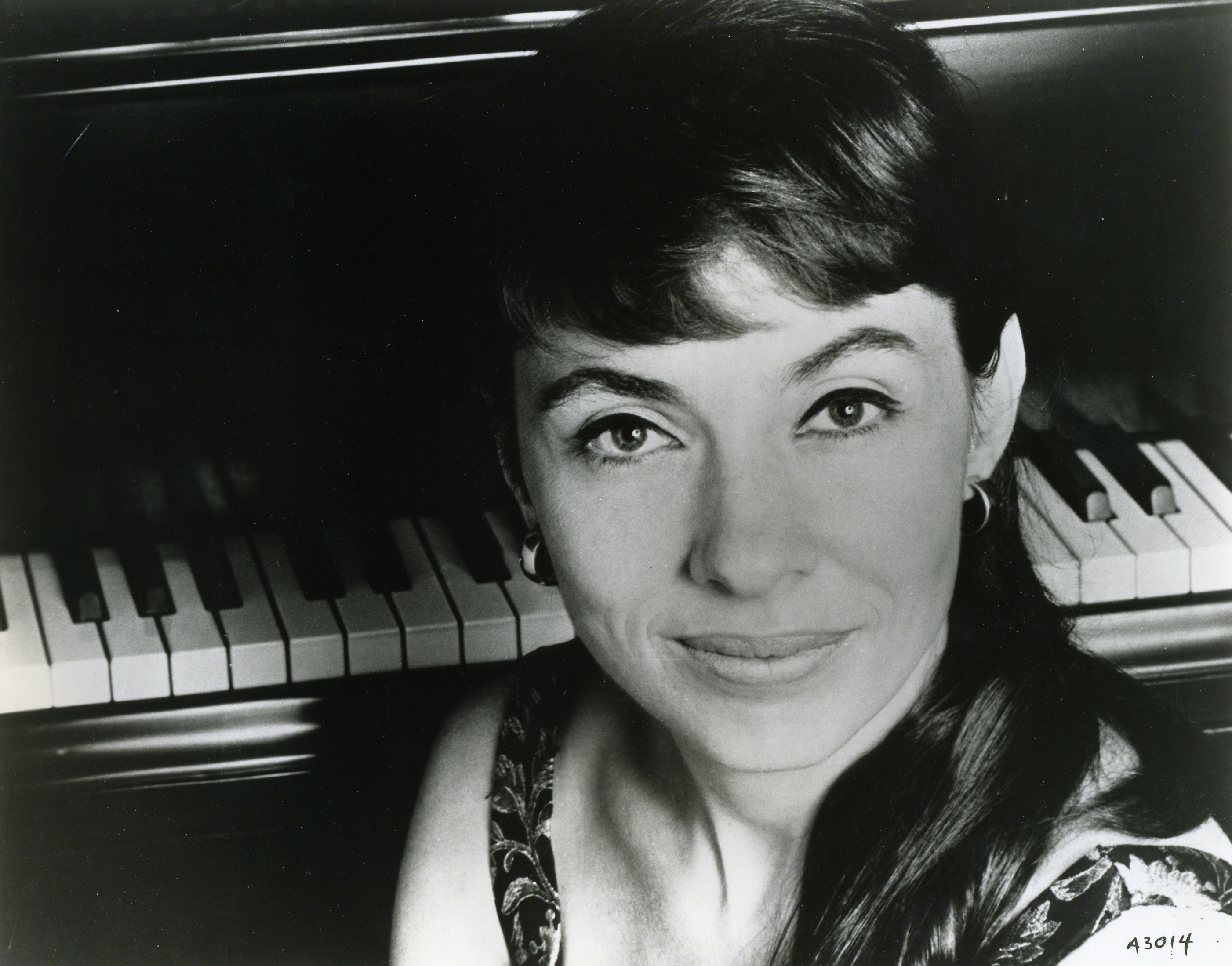
Ruth Laredo

Ruth Laredo född Ruth Meckler, 20 november 1937 i Detroit, Michigan, död 25 maj 2005 i New York, var en amerikansk klassisk pianist.
Laredos inspelningar av Aleksandr Skrjabins och Sergej Rachmaninovs musik anses vara milstolpar inom pianolitteraturen. Hon var den första pianist som spelade in Rachmaninovs samtliga verk för piano.